# İsmail Keleş
İsmail Keleş (ur. 5 marca 1988 r. w Ankarze) – turecki strzelec specjalizujący się w strzelaniu z pistoletu, dwukrotny srebrny medalista mistrzostw Europy, uczestnik Letnich Igrzysk Olimpijskich 2012 i Letnich Igrzysk Olimpijskich 2016.

## Igrzyska olimpijskie
Na igrzyskach zadebiutował w 2012 roku w Londynie. W zawodach pistoletu dowolnego z 50 metrów zajął dwunaste miejsce. Wcześniej nie zdołał awansować do finału pistoletu pneumatycznego.
Cztery lata później w Rio de Janeiro zajął w pistolecie pneumatycznym 24. pozycję, zaś w pistolecie dowolnym z 50 metrów – 29. W obu konkurencjach nie awansował do finałów.
| Igrzyska | Miejscowość    | Konkurencja                 | Kwalifikacje | Kwalifikacje | Finał                  | Finał                  |
| Igrzyska | Miejscowość    | Konkurencja                 | Wynik        | Pozycja      | Wynik                  | Pozycja                |
| -------- | -------------- | --------------------------- | ------------ | ------------ | ---------------------- | ---------------------- |
| IO 2012  | Londyn         | Pistolet pneumatyczny, 10 m | 575          | 24.          | Nie zakwalifikował się | Nie zakwalifikował się |
| IO 2012  | Londyn         | Pistolet dowolny, 50 m      | 559          | 12.          | Nie zakwalifikował się | Nie zakwalifikował się |
| IO 2016  | Rio de Janeiro | Pistolet pneumatyczny, 10 m | 575          | 24.          | Nie zakwalifikował się | Nie zakwalifikował się |
| IO 2016  | Rio de Janeiro | Pistolet dowolny, 50 m      | 544          | 29.          | Nie zakwalifikował się | Nie zakwalifikował się |